# Smilo von Lüttwitz
Smilo Walther Hinko Oskar Constantin Wilhelm von Lüttwitz, nemški general, * 23. december 1895, † 19. maj 1975.